# Jinx (League of Legends)
(Frase di presentazione di Jinx)
Jinx, il cui vero nome è Powder, è un personaggio immaginario del franchise di League of Legends, creato da Riot Games. Originariamente introdotta come Campione giocabile per il videogioco nell'aggiornamento del 10 ottobre 2013, è successivamente apparsa in ogni opera derivata, così come nella serie animata Arcane. Soprannominata "La Mina Vagante" (The Loose Cannon) per il suo comportamento maniacale, impulsivo e distruttivo, Jinx è una criminale di Zaun nonché la sorella minore e arcinemica della Guardiana di Piltover Vi. Abile tiratrice ed inventrice, Jinx vive per seminare il panico senza pensare alle conseguenze ed utilizza un arsenale di armi da fuoco personalizzate, esplosivi e gadget high-tech per portare felicemente con sé il suo pandemonio personale, ovunque vada.

## Biografia del personaggio

### League of Legends
Jinx è stata aggiunta al roster di Campioni di League of Legends il 10 ottobre 2013. Come stabilito dalla lore scritta da Graham McNeill, Jinx un tempo era una giovane zaunita innocente e con grandi idee che tuttavia non è mai riuscita a integrarsi. Nasconde un passato oscuro e misterioso che la lega a Vi, un altro Campione del gioco. A seguito di un'imprecisata tragedia infantile è diventata "maniacale e impulsiva" e crescendo "il suo talento unico per l'anarchia è diventato leggendario". I suoi crimini più noti includono il rilascio di una carica di animali esotici da uno zoo durante il Giorno del Progresso, la distruzione dei ponti di Piltover con delle cariche esplosive e la rapina di una delle più importanti tesorerie cittadine.
Le armi principali di Jinx includono la sua iconica pistola "Zapper", delle granate esplosive chiamate "Flame Chompers", una mitragliatrice automatica che ha soprannominato "Pow-Pow" e il suo lanciarazzi personalizzato, "Fishbones", così chiamato per via del design richiamante uno squalo.
Jinx compare inoltre in varie realtà alternative separate dalla lore principale ed ispirate ad altre skin del personaggio: in Odyssey Jinx fa parte di un equipaggio intergalattico che viaggia per il cosmo, mentre in Star Guardian fa parte di una squadra di "ragazze magiche".

### Arcane

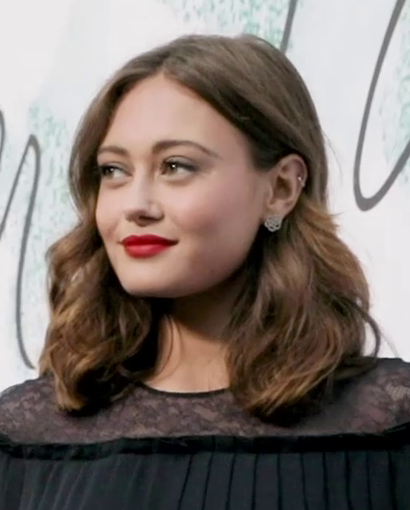
Ella Purnell, doppiatrice di Jinx in Arcane.

La serie animata Arcane, rivela che Jinx, un tempo nota come Powder, e Vi sono sorelle i cui genitori, Connol e Felicia, sono morti in una fallimentare rivolta degli abitanti della città sotterranea contro Piltover, e da allora cresciute dall'ex-capo dei ribelli, Vander, assieme ad altri due orfani: Mylo e Claggor. All'inizio della serie Powder, Vi e i due fratelli adottivi tentano di svaligiare l'attico di uno scienziato piltoviano, Jayce, ma nel tentativo di rubare alcuni cristalli di arcane la bambina provoca accidentalmente un'esplosione e, pur riuscendo a scappare facendo ritorno alla città sotterranea, il quartetto provoca involontariamente una caccia sfrenata al colpevole da parte delle autorità di Piltover che spinge Vander a decidere di costituirsi per calmare le acque; approfittando della situazione tuttavia, l'ambizioso boss criminale Silco - un tempo amico fraterno dell'uomo - lo cattura e fa assassinare gli agenti cui si era consegnato, nel tentativo di fomentare una nuova ribellione. Vi, Mylo e Claggor si recano in soccorso del padre putativo e, pur di aiutarli, Powder fa detonare i cristalli di arcane causando un'esplosione nella quale periscono tutti tranne Vi. Furiosa e disperata, la sorella la colpisce e le grida che "porta sfortuna" ("You're a Jinx") per poi allontanarsi da lei in lacrime. Sentendosi abbandonata, Powder cerca conforto tra le braccia di Silco.
Circa sette anni dopo, Powder, divenuta diciannovenne, ha adottato il nuovo nome di "Jinx", è stata cresciuta come una figlia da Silco - ora a capo del sottosuolo - ed è il suo braccio destro nelle attività di contrabbando, specie della droga mutagena Shimmer, tuttavia è ancora tormentata dal ricordo della sorella e quando, vedendola in un'allucinazione, manda involontariamente a monte un lavoro, decide di rimediare assaltando l'Accademia di Piltover nel 200º Giorno del Progresso per rubare una gemma Hextech e consegnarla al "padre", uccidendo sei agenti e spingendo la superstite, Caitlyn Kiramman, ad iniziare un'indagine personale liberando di prigione Vi - rinchiusa da anni - affinché la aiutasse. Le due sorelle si rincontrano ma Jinx si infuria quando vede Vi lavorare con un'agente e diviene gelosa di Caitlyn pensando d'essere stata "sostituita", tenta pertanto di ucciderle entrambe sul ponte che congiunge le due città mentre lo attraversano per portare a Piltover prove incriminanti su Silco, ma viene ostacolata dall'ex-amico d'infanzia Ekko, leader dei ribelli noti come Firelights. Ferita gravemente nello scontro, pur di salvarla Silco la porta da Singed, che la sottopone a un trattamento a base di Shimmer mutandone la fisionomia e devastandone ulteriormente la psiche. Rimessasi, Jinx rapisce Vi, Caitlyn e Silco tentando grottescamente di capire se essere Powder o Jinx; sorella e padre adottivo si appellano ciascuno a un'identità diversa, provocandole un attacco psicotico a seguito del quale uccide involontariamente Silco. Addolorata, Jinx accetta la sua nuova identità e fa fuoco con un lanciarazzi sulla Consulta di Piltover, intenta a votare l'indipendenza di Zaun, evento a seguito del quale entra in clandestinità e "adotta" un'orfana che salva dalla strada, Isha, venendo convinta a tornare in azione da Sevika, l'ex-braccio destro di Silco, e dalla scoperta che la sorella si è intanto unita ai Guardiani. Dopo aver attirato Vi e Caitlyn in una trappola tuttavia, viene sconfitta, mutilata del medio sinistro e salvata da morte cerca solo grazie all'intervento di Isha, che si mette in mezzo spingendo Vi a impedire alla partner di sparare, permettendo la fuga della terrorista con conseguente esplosione delle ventole d'aerazione di Zaun e rilascio di gas tossico a Piltover.
Mesi dopo, ritiratasi nel suo nascondiglio con Isha, Jinx torna nuovamente allo scoperto quando la bambina viene arrestata durante una manifestazione e rinchiusa a Stillwater, provocando un'evasione di massa durante la quale il carcere viene assalito anche da un ibrido uomo lupo che riconosce come Vander, realizzazione che la spinge a rintracciare la sorella, chiedendo il suo aiuto per ritrovarlo e condurlo alla comune di Viktor affinché questi possa guarirlo ma, non appena questa viene assalita dalle forze congiunte di Piltover e Noxus, nonostante Caitlyn tradisca Ambessa per aiutarle, l'assalto di Jayce a Viktor provoca un immediato impulso violento in tutti i suoi seguaci, Vander incluso, costringendo Vi, Caitlyn, Jinx e lo stesso Jayce alla fuga, resa possibile dal sacrificio di Isha. Profondamente depressa, Jinx si fa dunque arrestare dai Guardiani venendo condannata a morte e, sebbene la sorella la faccia evadere con la complicità di Caitlyn, una volta libera tenta comunque il suicidio venendo tuttavia fatta desistere da Ekko in tempo per guidare i Firelights e gli zauniti in battaglia per difendere Piltover dall'invasione dei noxiani e dell'esercito di Viktor, battaglia durante la quale si sacrifica per salvare la sorella da Vander, ridotto a uno stato irrecuperabilmente ferale, sebbene venga lasciato intendere che possa essere sopravvissuta e abbia lasciato la città a bordo di un dirigibile.

## Concezione e sviluppo

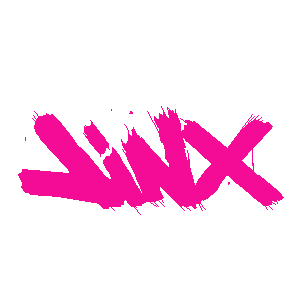
I caratteristici graffiti con la firma di Jinx.

L'illustratrice Katie De Sousa pubblicò su una bacheca di Riot Games per la condivisione di potenziali idee un'opera d'arte concettuale di una "criminale armata di pistola e treccia" che sarebbe diventata Jinx. De Sousa creò il disegno perché voleva "una nuova villain donna completamente pazza che fosse al di là di qualsiasi sorta di riforma o redenzione" in League of Legends e perché era una fan degli "Attack-Damage-Carry" (ADC), un termine usato per descrivere i personaggi che causano molti danni alla fine delle partite. Al personaggio venne inizialmente dato il nome in codice “Psycho Arsenal” e rimase inalterato in bacheca per mesi prima che un gruppo di impiegati decidesse di lavorarci. Il team di sviluppo volle renderla meno simile agli altri personaggi femminili di LoL ed evitò perciò di "sessualizzarla" col tipico grande seno, optando invece per renderla una donna pallida e di corporatura snella che brandiva armi sovradimensionate, così da farla risaltare. Gli sviluppatori si sono inoltre assicurati che si muovesse velocemente durante il gioco per ritrarne la personalità maniacale e l'energia caotica. Il Joker, Gollum e l'attrice Helena Bonham Carter sono stati le principali fonti d'ispirazione per il personaggio di Jinx.
Le origini e il background del personaggio sono stati scritti da Graham McNeill. Per pubblicizzarne la data di uscita, sul canale YouTube di League of Legends venne pubblicato un video musicale con protagonista il personaggio intitolato Get Jinxed. Jinx si è unita ufficialmente al roster di Campioni nell'aggiornamento di ottobre 2013 con la voce della doppiatrice statunitense Sarah Anne Williams. Le origini di Jinx sono state successivamente esplorate nella serie televisiva d'animazione Arcane, dove è doppiata da Ella Purnell, mentre Mia Sinclair Jenness ha dato voce al personaggio da bambina nell'Atto 1.

## Accoglienza

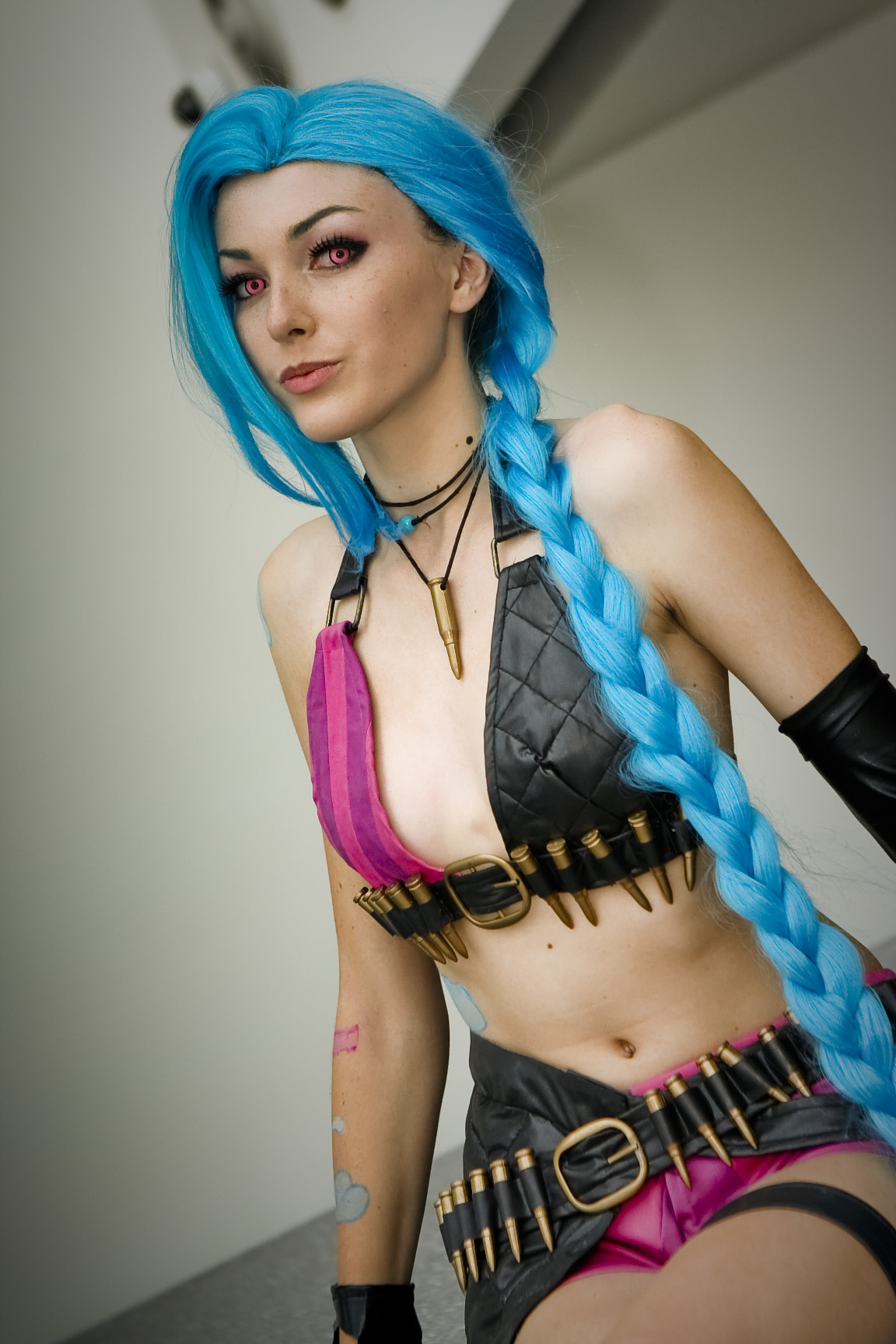
Una cosplayer di Jinx all'Anime Expo del 2015.

Jinx è spesso indicata come uno dei personaggi più iconici di League of Legends, ed è diventata uno dei più popolari soggetti di fanart e cosplay.  Dot Esports contribuisce alla continua popolarità di Jinx tramite il video musicale "Get Jinxed" e il suo design definito "magnetico". La rivista PC Gamer ha inserito Jinx al 23º posto nella sua lista dei personaggi più iconici nei giochi per PC, definendola la mascotte di League of Legends. Riot Games ha fatto comparire Jinx in vari video della compagnia o del canale YouTube di League ol Legends, rendendola inoltre la star del trailer cinematico del videogioco mobile League of Legends: Wild Rift, rendendola la mascotte ufficiale del gioco.
La rappresentazione di Jinx in Arcane ha raccolto ampi consensi da pubblico e critica. Le performance vocali di Ella Purnell e Mia Sinclair Jenness, rispettivamente come Jinx e la giovane Powder, hanno ricevuto elogi dalla critica, con Rafael Motamayor di IGN che ha definito il personaggio «avvincente[,] ciò che ti tiene intrigato episodio dopo episodio». I fan hanno lodato il trattamento serio della malattia mentale di Jinx da parte dello show per renderla un personaggio tragico, piuttosto che usarlo come stravaganza comica. Faridah Giwa di Medium è stata invece meno comprensiva nei confronti del personaggio, definendola "egoista" ed "artefice della sua stessa rovina" oltre a sottolineare come la sua relazione con la figura paterna di Silco fosse "tossica". Sono state inoltre notate varie somiglianze tra la caratterizzazione di Jinx in Arcane e il supercriminale DC Comics Joker (una delle fonti d'ispirazione per il personaggio), in particolare in merito alle sue azioni nel finale di stagione.
Le performance vocali di Ella Purnell e Mia Sinclair Jenness nei rispettivi panni di Jinx e della giovane Powder hanno ricevuto il plauso della critica; in particolare, Purnell ha vinto l'Annie Award come miglior voce in una produzione televisiva d'animazione per la sua performance nel sesto episodio della serie.

## Altre apparizioni

### Videogiochi
Jinx è comparsa anche nei giochi spin-off di League of Legends: Teamfight Tactics, Legends of Runeterra, League of Legends: Wild Rift e 2XKO; mentre per promuovere Arcane è stata aggiunta come personaggio giocabile in PUBG mobile, Fortnite e Among Us. In Just Dance 2023 Edition il personaggio è inoltre uno dei coach per la canzone Playground di Bea Miller.

### Narrativa
Il 2 dicembre 2016, Riot Games ha pubblicato, sul sito ufficiale di League of Legends il racconto breve "Matrimonio manicomio" (The Wedding Crasher), in cui Jinx si infiltra ad un matrimonio dell'alta società piltoviana per seminare il panico.
Assieme a Ziggs, è protagonista del webcomic "Baldoria" (Paint the Town), rilasciato sul sito del videogioco il 15 settembre 2017.

### Video
Jinx è stata una dei primi Campioni di League of Legends a ricevere il suo video dedicato in vista del suo rilascio nel gioco. "Get Jinxed" è un video musicale animato pubblicato l'8 ottobre 2013 che mostra Jinx intenta a causare distruzione e ogni tipo di disordine a Piltover, incluso il lancio di una raffica di missili sulla città e il rilascio di una carica di animali per le strade. Il brano è eseguito dalla cantante norvegese Agnete Kjølsrud. "Get Jinxed" ha riscosso un enorme successo, ricevendo circa 110 milioni di visualizzazioni su YouTube nel dicembre 2021.
Successivamente è apparsa nelle cinematiche "Warriors" (2014), "Ignite" (2016), "Burning Bright" (2016), "Be Your Best Santa" (2017), "Just One More" (2018), "Welcome Aboard" (2018), "RISE" (2018), "Unstoppable" (2018), "Spooky Jinx" (2018), "Outsiders" (2019), "True Genius" (2020), "Ao Shin's Adventure" (2020), e "You Really Got Me" (2020).
Il personaggio è anche protagonista del video musicale "Enemy" degli Imagine Dragons e di J.I.D, realizzato per promuovere Arcane e fare da sigla d'apertura alla serie. Il video ha raggiunto oltre 140 milioni di visualizzazioni su YouTube a maggio 2022.
Jinx, assieme ad Ekko, è la protagonista del video musicale di Stromae e Pomme Ma meilleure ennemie, uscito il 20 marzo 2025.